# Джамаа ель-Джазаїр
Джамаа ель-Джазаїр, Мечеть Алжиру — мечеть в Алжирі. Конкурс із будівництва оголошено у 2008. Розпочати будівництво планувалося у 2011 року.

## Історія
Будівництво мечеті фактично розпочалося в серпні 2012 року після того, як контракт уряду Алжиру на 1 мільярд євро виграла Китайська державна будівельна корпорація. Дизайн був спроєктований архітекторами німецької компанії «KSP Juergen Engel Architekten» та інженерами «Krebs und Kiefer International». Будівництво зіткнулося з затримками через бюджетні проблеми, які були викликані падінням цін на нафту. Близько 2300 робітників з Китаю, Алжиру та інших країн Африки були задіяні для роботи над проектом. Будівництво мечеті багато хто бачив, як символ правління президента Абделазіза Бутефліка.

## Відомості
Це третя за величиною мечеть у світі (після мечетей в Мецці і Медіні), з молитовним залом, що вміщає 35000 молильників, і комплексом будівель, що включає конференц-зали, бібліотеки та інші об'єкти. Архітектори Drees & Sommer працюють з Юргеном Енгелем та інженерною консалтинговою компанією Krebs und Kiefer за проектом, реалізація якого, ймовірно, займе більше чотирьох років.
Архітектурний ансамбль займе площу 440 000 м² в бухті Алжиру, земля виділена алжирським урядом. Жаркий і вологий клімат Алжиру створює проблеми для обох конструкторських бюро та інженерів, у той час як його приморське розташування зробило солоне повітря і потенційні сильні вітри серйозною проблемою. Фасад мечеті майже повністю сформований з натурального каменю, який охоплює загальну площу 95000 м².
Юрген Енгель працював у тісному співробітництві з ісламськими вченими і архітекторами, щоб будівля відповідало строгим вимогам дизайну мечеті. Мінарет висотою 270 метри стане найвищою будівлею в Африці. Його оброблять сучасним скляним матеріалом замість традиційного каменю.